# Судски комитет Државног савјета
Судски комитет Државног савјета (енгл. Judicial Committee of the Privy Council) један је од највиших судова Уједињеног Краљевства. Посљедња је жалбена инстанца за британске прекоморске територије и крунске посједе, као и за неколико независних држава Комонвелта.

## Састав
Чланови Судског комитета Државног савјета су углавном судије Врховног суда Уједињеног Краљевства (раније правни лордови), а могу бити и други државни савјетници који су носиоци високих судијских функција.
Према изворном Акту о Судском комитету 1833. (енгл. Judicial Committee Act 1833) Судски комитет су састављали државни савјетници са функцијама лорда предсједника Савјета, лорда канцелара, лорда чувара или првог лорда повјереника Великог печата, лорда главног судије или судије Суда краљевског стола, Master of the Rolls, вицеканцелара, лорда главног барона или барона Суда благајне и још неких високих судија. Такође, монарх је имао право да именује још два члана из реда државних савјетника.

## Надлежност
Судски комитет Државног савјета на подручју Уједињеног Краљевства има надлежност да одлучује о жалбама из Дисциплинског комитета Краљевског колеџа ветеринарских хирурга и жалбама против одређених одлука црквених повјереника, као и о жалбама из одређених црквених судова, жалбама из поморских судова, одређеним изборним споровима, жалбама из Адмиралитетског суда Пет лука и жалбама из Високог суда витештва. На подручју Комонвелта има грађанску и кривичну надлежност.
Судски комитет суди у петочланом или трочланом вијећу које се назива одбор (енгл. board). Жалбе се службено подносе Њеном величанству у Савјету (енгл. appeals to Her Majesty in Council), а затим о њима одлучује Судски комитет у својству давања савјета монарху. Пресуде се уобичајено завршавају ријечима The Board will humbly advise Her Majesty... због тога што их формално потврђује монарх на сједницама Државног савјета.
Жалбе из британских прекоморских територија и крунских посједа, као и из независних држава којима је на челу британски монарх, подносе се исто Њеном величанству у Савјету. Жалбе из неколико независних република Комонвелта подносе се непосредно Судском комитету. За султанат Брунеј важе посебна правила.